# Grand Prix automobile de France 1979
Résultats du Grand Prix automobile de France de Formule 1 1979 qui a eu lieu sur le circuit de Dijon-Prenois le 1er juillet.
Ce Grand Prix restera dans les annales, avec la première victoire d'une Renault, aux mains de Jean-Pierre Jabouille, qui est aussi le premier succès d'un moteur turbocompressé en Formule 1, et pour le duel titanesque que livrent  Gilles Villeneuve (Ferrari) et René Arnoux (Renault) pour la deuxième place dans les derniers tours, se passant, se repassant, se touchant, sur et hors de la piste, pour ce qui reste considéré comme un des moments les plus forts de l'histoire de la discipline.

## Classement
| Pos  | N° | Pilote                | Écurie             | Tours | Temps/Abandon      | Grille | Points |
| ---- | -- | --------------------- | ------------------ | ----- | ------------------ | ------ | ------ |
| 1    | 15 | Jean-Pierre Jabouille | Renault            | 80    | 1 h 35 min 20 s 42 | 1      | 9      |
| 2    | 12 | Gilles Villeneuve     | Ferrari            | 80    | +14 s 59           | 3      | 6      |
| 3    | 16 | René Arnoux           | Renault            | 80    | +14 s 83           | 2      | 4      |
| 4    | 27 | Alan Jones            | Williams-Ford      | 80    | +36 s 61           | 7      | 3      |
| 5    | 4  | Jean-Pierre Jarier    | Tyrrell-Ford       | 80    | + 1 min 04 s 51    | 10     | 2      |
| 6    | 28 | Clay Regazzoni        | Williams-Ford      | 80    | + 1 min 05 s 51    | 9      | 1      |
| 7    | 11 | Jody Scheckter        | Ferrari            | 79    | + 1 tour           | 5      |        |
| 8    | 26 | Jacques Laffite       | Ligier-Ford        | 79    | + 1 tour           | 8      |        |
| 9    | 20 | Keke Rosberg          | Wolf-Ford          | 79    | + 1 tour           | 16     |        |
| 10   | 8  | Patrick Tambay        | McLaren-Ford       | 78    | + 2 tours          | 20     |        |
| 11   | 7  | John Watson           | McLaren-Ford       | 78    | + 2 tours          | 15     |        |
| 12   | 31 | Héctor Rebaque        | Lotus-Ford         | 78    | + 2 tours          | 23     |        |
| 13   | 2  | Carlos Reutemann      | Lotus-Ford         | 77    | + 3 tours          | 13     |        |
| 14   | 29 | Riccardo Patrese      | Arrows-Ford        | 77    | + 3 tours          | 19     |        |
| 15   | 30 | Jochen Mass           | Arrows-Ford        | 75    | + 5 tours          | 22     |        |
| 16   | 18 | Elio De Angelis       | Shadow-Ford        | 75    | + 5 tours          | 24     |        |
| 17   | 35 | Bruno Giacomelli      | Alfa Romeo         | 75    | + 5 tours          | 17     |        |
| 18   | 17 | Jan Lammers           | Shadow-Ford        | 73    | + 7 tours          | 21     |        |
| Abd. | 3  | Didier Pironi         | Tyrrell-Ford       | 71    | Suspension         | 11     |        |
| Abd. | 14 | Emerson Fittipaldi    | Fittipaldi-Ford    | 53    | Moteur             | 18     |        |
| Abd. | 6  | Nelson Piquet         | Brabham-Alfa Romeo | 52    | Accident           | 4      |        |
| Abd. | 1  | Mario Andretti        | Lotus-Ford         | 51    | Freins             | 12     |        |
| Abd. | 25 | Jacky Ickx            | Ligier-Ford        | 45    | Moteur             | 14     |        |
| Abd. | 5  | Niki Lauda            | Brabham-Alfa Romeo | 23    | Sortie de piste    | 6      |        |
| Nq.  | 22 | Patrick Gaillard      | Ensign-Ford        |       | Non qualifié       |        |        |
| Nq.  | 24 | Arturo Merzario       | Merzario-Ford      |       | Non qualifié       |        |        |

Légende :
- Abd.=Abandon

## Pole position et record du tour
- Pole position : Jean-Pierre Jabouille en 1 min 07 s 19 (vitesse moyenne : 203,602 km/h).
- Tour le plus rapide : René Arnoux en 1 min 09 s 16 au 71e tour (vitesse moyenne : 197,802 km/h).

## Tours en tête
- Gilles Villeneuve : 46 (1-46)
- Jean-Pierre Jabouille : 34 (47-80)

## À noter
- 1re victoire pour Jean-Pierre Jabouille.
- 1re victoire pour Renault en tant que constructeur.
- 1re victoire pour Renault en tant que motoriste.
- 1re victoire d'un moteur turbocompressé, le Renault RS10.
- Les derniers tours furent l'occasion d'un duel pour la deuxième place d'une intensité exceptionnelle entre Gilles Villeneuve et René Arnoux, finalement gagné par le Canadien. Les deux pilotes se dépassèrent plusieurs fois, prirent plusieurs fois des virages à la même hauteur, et se touchèrent à plusieurs reprises.